# Доменіка Гонсалес
Доменіка Гонсалес (ісп. Doménica González; нар. 12 лютого 1996) — колишня еквадорська тенісистка.
Найвищу одиночну позицію світового рейтингу — 669 місце досягла 5 листопада 2012, парну — 697 місце — 29 жовтня 2012 року.
Здобула 1 одиночний та 2 парні титули туру ITF.

## Фінали ITF

### Одиночний розряд: 2 (1–1)
| Легенда          |
| ---------------- |
| Турніри $100,000 |
| Турніри $75,000  |
| Турніри $50,000  |
| Турніри $25,000  |
| Турніри $10,000  |

| Фінали за покриттям |
| ------------------- |
| Тверде (1–0)        |
| Ґрунт (0–1)         |
| Трава (0–0)         |
| Килим (0–0)         |

| Результат | W–L | Дата     | Турнір                 | Покриття | Суперниця         | Рахунок       |
| --------- | --- | -------- | ---------------------- | -------- | ----------------- | ------------- |
| Поразка   | 1.  | Лис 2010 | ITF Кіто, Еквадор      | Ґрунт    | Марі Еліс Касарес | 2–6, 5–7      |
| Перемога  | 1.  | Лис 2011 | ITF Салвадор, Бразилія | Тверде   | Габріела Се       | 3–6, 6–3, 6–2 |

### Парний розряд: 2 (2–0)
| Легенда          |
| ---------------- |
| Турніри $100,000 |
| Турніри $75,000  |
| Турніри $50,000  |
| Турніри $25,000  |
| Турніри $10,000  |

| Фінали за покриттям |
| ------------------- |
| Тверде (1–0)        |
| Ґрунт (1–0)         |
| Трава (0–0)         |
| Килим (0–0)         |

| Результат | W–L | Дата     | Турнір                | Покриття | Партнерка     | Суперниці                                    | Рахунок  |
| --------- | --- | -------- | --------------------- | -------- | ------------- | -------------------------------------------- | -------- |
| Перемога  | 1.  | Жов 2013 | ITF Перейра, Колумбія | Ґрунт    | Каміла Сільва | Софія Мунера Санчес Сабіна Славіковіч        | 6–4, 6–2 |
| Перемога  | 2.  | Жов 2013 | ITF Богота, Колумбія  | Тверде   | Каміла Сільва | Anna Katalina Alzate Esmurazaeva Яде Схулінк | 6–2, 6–4 |

## Юніорські фінали турнірів Великого шолома

### Дівчата, парний розряд
| Результат | Рік  | Турнір                               | Покриття | Партнерка          | Суперниці                             | Рахунок  |
| --------- | ---- | ------------------------------------ | -------- | ------------------ | ------------------------------------- | -------- |
| Поразка   | 2013 | Відкритий чемпіонат Франції з тенісу | Ґрунт    | Беатріс Аддад Майя | Барбора Крейчикова Катержина Сінякова | 5–7, 2–6 |